# Josef Maria z Colloreda
Josef Maria hrabě z Colloredo-Mels a Wallsee (německy Joseph Maria Graf Colloredo-Mels und Wallsee, 11. září 1735, Řezno - 26. listopadu 1818, Vídeň) byl německý šlechtic z rodu Colloredů a rakouský ministr, generál a velkopřevor české provincie Řád maltézských rytířů.

## Život a činnost

### Rodina a původ
Josef Maria byl čtvrtý potomek Rudolfa Josefa, prvního knížete z Colloredo-Mels a Wallsee (1706–1788) a jeho manželky Marie Gabriely ze Starhembergu (1707–1793). Měl bratry Františka z Pauly Gundakara (1731–1807), Jeronýma Františka (1732–1812) a Václava Josefa (1738–1822) a sestry Marii Antonii (1728–1757), Marii Gabrielu (1741–1801), Marii Terezu (1744–1828), Marii Františku (1746–1795) a Marii Karolínu (1752–1832). Měl ještě devět dalších sourozenců, kteří však zemřeli jako děti. Bratr Jeroným se stal knížetem-arcibiskupem salcburským v roce 1772. Václav Josef dosáhl vojenské hodnosti polního maršála v roce 1808.
Josef Maria se nikdy neoženil a neměl potomky.

### Vojenské úspěchy
Několikrát se vyznamenal v sedmileté válce, zejména v bitvě u Štěrbohol a také v bitvě u Újezda a krátce byl zajatcem ve Vratislavi.
V roce 1763 byl povýšen do hodnosti generálmajora, v roce 1769 získal vlastní pěší pluk (č. 57) a rychle následovala povýšení na polního podmaršála a dvorního válečného poradce. V roce 1777 doprovázel císaře Josefa II. do Francie a poté se stal vrchním velitelem dělostřelectva.
Ačkoli byl v roce 1784 navržen pro udělení řádu Marie Terezie, přijetí odmítl z důvodu členství v Maltézském rytířském řádu.

### Českým velkopřevorem

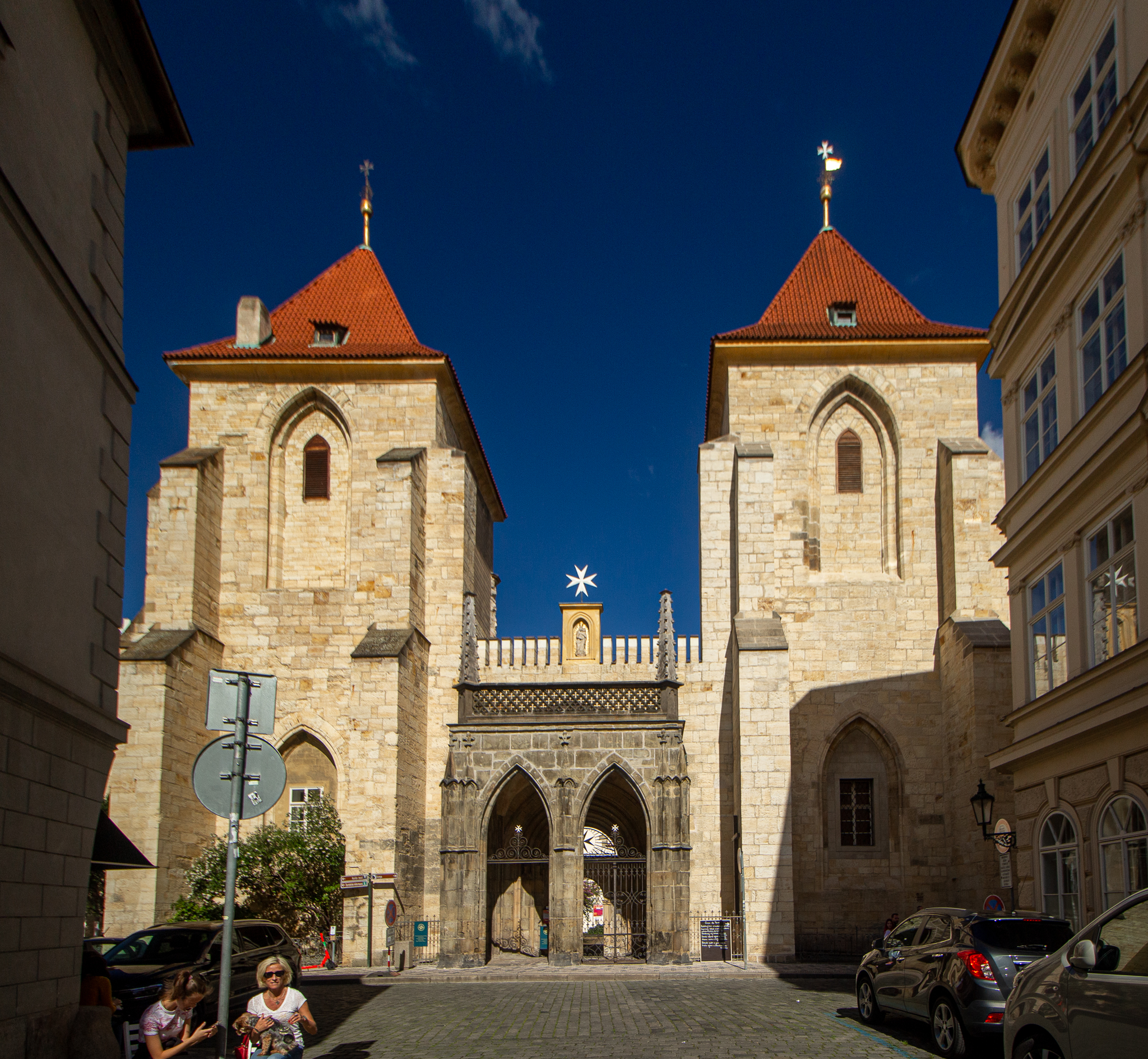
Pražská komenda Maltézského řádu, kostel Panny Marie pod řetězem

Hrabě Colloredo byl od roku 1791 až do své smrti českým velkopřevorem Maltézské řádu. Během této obtížné doby pro Maltézský řád bojoval Colloredo za jeho zachování. Ačkoli se mu nepodařilo učinit z Vídně sídlo nyní bezdomovské vlády řádu, byl jmenován řádovým vyslancem císařského dvora. Také nemohl zabránit zabavení sedmi slezských komend pruským králem Bedřichem Vilémem. Colloredovu nástupci Vincenci Josefu hraběti z Kolovrat se však nakonec podařilo řád zachránit.

## Zásluhy
Za své vojenské služby ho Josef II. jmenoval polním zbrojmistrem. V bojích 8. rakousko-turecké války (1787–1792) se zúčastnil útoku na Šabackou pevnost a v dalším tažení vedl útok na Bělehrad. Jako polní maršál poté velel strážnímu vojsku na pruských hranicích až do mírových jednání na Reichenbachově kongresu (1790). Po válce byl Colloredo jmenován státním a konferenčním ministrem pro správu záležitostí dvorské válečné rady. Ještě v letech 1813-1814 byl aktivní.
Hrabě Josef Maria z Colloredo-Mels a Wallsee zemřel ve Vídni dne 26. listopadu 1818.